# Коротков Іван Никонович
Коротко́в Іва́н Ни́конович (1921 — 19 січня 1959) — радянський військовик, учасник Другої світової війни. Герой Радянського Союзу (1944).

## Біографія
Народився у 1921 році в селі Дмитріївка, нині Нєфтєгорського району Самарської області. Росіянин. Здобув початкову освіту, працював у колгоспі.
У 1940 році призваний Чарджоуським РВК Туркменської РСР до лав РСЧА.
Учасник німецько-радянської війни з липня 1941 року. Воював на Південному, Північно-Кавказькому, 4-у Українському та 2-у Українському фронтах.
Двічі, у 1941 та 1943 роках, був поранений.
3 лютого 1943 року під час боїв поблизу села Червона Слободка молодшому сержанту Короткому було доручено доставити терміновий бойовий наказ командирові полку. Попри те. що під час виконання наказу він був поранений, повзком добрався до розташування полку і передав наказ, після чого знепритомнів. За цей вчинок був нагороджений орденом Вітчизняної війни 2-го ступеня.
Командир відділення розвідувального взводу 223-го кавалерійського полку 63-ї кавалерійської дивізії 5-го гвардійського кавалерійського корпусу молодший сержант І. Н. Коротков особливо відзначився під час форсування річки Південний Буг в районі села Чаусове Первомайського району Миколаївської області. 17 березня 1944 року на надувному човні він разом зі старшим сержантом І. Д. Єсіним та сержантом Г. В. Хохловим під безперервним кулеметно-гвинтівковим вогнем переправився на зайнятий ворогом правий берег річки Південний Буг з канатом для наведення переправи. Поки його супутники закріпляли канат, Коротков висунувся уперед і наштовхнувся на групу ворожих солдатів. У короткій сутичці він вогнем з автомата й гранатою знищив 6 та полонив 10 фашистів. На трофейному човні переправив їх на лівий берег, а сам знову повернувся на правий. Разом з товаришами міцно утримував плацдарм, відбиваючи атаки ворога, тим самим давши можливість переправитись основним силам ескадрону.
Після закінчення війни демобілізувався. Мешкав у рідному селі, працював у колгоспі.
Помер 19 січня 1959 року.

## Нагороди
Указом Президії Верховної ради СРСР від 13 вересня 1944 року за зразкове виконання бойових завдань командування на фронті боротьби з німецькими загарбниками та виявлені при цьому відвагу і героїзм, молодшому сержанту Короткову Івану Никоновичу присвоєне звання Героя Радянського Союзу з врученням ордена Леніна і медалі «Золота Зірка».
Також нагороджений орденом Вітчизняної війни 2-го ступеня (19.05.1943) та медалями.